# Det blå billede
Det blå billede er en dansk kortfilm fra 1967, der er instrueret af Majken Algren Nielsen efter eget manuskript.

## Handling
Denne artikel mangler et handlingsreferat. Hjælp os med at skrive det.